# Coltricia truncicola
Coltricia truncicola är en svampart som beskrevs av Corner 1991. Coltricia truncicola ingår i släktet Coltricia och familjen Hymenochaetaceae.   Inga underarter finns listade i Catalogue of Life.